# カーター・デヘイヴン
カーター・デヘイヴン（Carter DeHaven, 1886年10月5日 - 1977年7月20日）は、アメリカ合衆国の俳優、映画監督、脚本家、助監督、映画プロデューサー、衣裳デザイナーである。出生名フランシス・オキャラハン（Francis O'Callaghan）。

## 人物・来歴
1886年（明治19年）10月5日、アメリカ合衆国のイリノイ州シカゴで「フランシス・オキャラハン」として生まれる。5歳下の妹はのちに女優となりローズ・デ・ヘイヴンと名乗る。
最初のキャリアはヴォードヴィルの舞台俳優であった。1915年（大正4年）、映画界に入り、ウィリアム・C・ドーランが監督した短篇映画 The College Orphan に主演し、衣裳デザイナーも兼任した。ユニヴァーサル・フィルム・マニュファクチュアリング・カンパニー（現在のユニバーサル・ピクチャーズ）に所属し、子会社のネスター・スタジオやヴィクター・スタジオが量産した短篇映画に多く主演し、相手役を妻のフローラ・パーカー・デヘイヴンが務めた。1916年（大正5年）にユニヴァーサルの子会社にブルーバード映画が創立されると、同年、1作を監督・主演した。
1919年（大正8年）、ナショナル・フィルム・コーポレーション・オヴ・アメリカに移籍、ウィリアム・A・サイターが監督する短篇映画に多く主演した。同社が製作した作品は、メトロ・ゴールドウィン・メイヤーの前身の一社、ゴールドウィン・ピクチャーズが配給した。1920年（大正9年）にはパラマウント映画に移籍、おもにチャーリー・チェイス監督作に主演した。同年後半には自らの製作会社・カーター・デヘイヴン・プロダクションズを設立、同社の作品はファースト・ナショナルが配給した。1922年（大正11年）からは、ロバートソン＝コール製作、フィルム・ブッキング・オフィス・オヴ・アメリカ配給の作品に主演した。
20作近くを自らも監督した後で、1936年（昭和11年）、チャールズ・チャップリンが監督・主演した『モダン・タイムス』の助監督を務めている。1940年（昭和15年）の『チャップリンの独裁者』でも製作に協力し、バクテリア国の大使役で出演している。
第二次世界大戦後はフィル・カールソンやロバート・パリッシュの助監督や、ダイアローグ・ディレクター等を務め、裏方に廻っている。1956年（昭和31年）に『エド・サリヴァン・ショー』の前身『トースト・オヴ・ザ・タウン』に出演して以降、『アパッチ保安官』、『うちのママは世界一』、『奥さまは魔女』等のテレビ映画に顔を出した。
1977年（昭和52年）7月20日、カリフォルニア州ロサンゼルス市ウッドランド・ヒルズで死去した。満90歳没。先に没した妻フローラ、夭折した長女マージョリーとともに、同州ロサンゼルス郡グレンデールのフォレスト・ローン・メモリアル・パークに眠る。映画産業への貢献により、ヴァイン街1724番地にハリウッド・ウォーク・オブ・フェームの星を刻む。

## フィルモグラフィ
- The College Orphan : 監督ウィリアム・C・ドーラン、1915年 - 衣裳デザイナー・主演Jack Bennett, Jr.役
- Get the Boy : 監督不明、1916年 - 主演
- The Wrong Door : 1916年 - 監督・脚本・出演Philip Borden役
- A Youth of Fortune : 監督オーティス・ターナー、1916年 - 出演Willie O'Donovan役
- From Broadway to a Throne : 監督ウィリアム・ボーマン、1916年 - 出演Jimmie役
- The Sody Clerk : 監督ウォレス・ビアリー、1916年 - 出演Timothy Dobbs役
- Between Midnight : 1916年 - 監督・脚本
- Timothy Dobbs, That's Me : 1916年 - 監督・脚本・プロデューサー・出演Timothy Dobbs役
- A Thousand Dollars a Week : 監督ウォレス・ビアリー、1916年 - 出演Timothy Dobbs役
- He Becomes a Cop : 監督ウォレス・ビアリー、1916年 - 出演Timothy Dobbs役
- From the Rogue's Gallery : 監督ウォレス・ビアリー、1916年 - 出演Timothy Dobbs役
- Hired and Fired : 監督ウォレス・ビアリー、1916年 - 出演Timothy Dobbs役
- He Almost Lands an Angel : 監督ウォレス・ビアリー、1916年 - 出演Timothy Dobbs役
- A Hero by Proxy : 監督ウォレス・ビアリー、1916年 - 出演Timothy Dobbs役
- Borrowed Plumes : 監督ウォレス・ビアリー、1916年 - 出演Timothy Dobbs役
- Breaking Into Society : 監督ウォレス・ビアリー、1916年 - 出演Timothy Dobbs役
- Fame at Last : 監督ウォレス・ビアリー、1916年 - 出演Timohty Dobbs
- A Gentleman of Nerve : 1917年 - 監督・出演
- His Little Room Mate : 1917年 - 監督・出演
- The Losing Winner : 1917年 - 監督・出演
- The Topsy Turvy Twins : 監督リチャード・スタントン、1917年 - 出演
- Kicked Out : 1917年 - 監督・出演
- 『ズボンの行衛』 Where Are My Trousers? : 1917年 - 監督・出演
- A Five Foot Ruler : 1917年 - 監督・出演
- The Bathhouse Scandal : 監督ウォレス・ビアリー、1918年 - 出演
- Perils of the Parlor : 監督ウォレス・ビアリー、1918年 - 出演

- In a Pinch : 監督ウィリアム・A・サイター、1919年 - 出演
- Their Day of Rest : 監督ウィリアム・A・サイター、1919年 - 出演
- After the Bawl : 監督ウィリアム・A・サイター、1919年 - 出演
- Close to Nature : 監督ウィリアム・A・サイター、1919年 - 出演
- Honeymooning : 監督ウィリアム・A・サイター、1919年 - 出演
- Why Divorce? : 監督ウィリアム・A・サイター、1919年 - 出演
- Moving Day : 監督ウィリアム・A・サイター、1919年 - 出演
- The Little Dears : 監督ウィリアム・A・サイター、1919年 - 出演
- A Sure Cure : 監督ウィリアム・A・サイター、1919年 - 出演
- Excess Baggage : 監督ハリー・エドワーズ、1920年 - 出演
- Hoodooed : 監督チャーリー・チェイス（英語版）、1920年 - 原作・出演

- Forget-Me-Not : 監督ロバート・A・マッゴーワン、1920年 - 出演
- Teasing the Soil : 監督チャーリー・チェイス、1920年 - 出演
- Rare Bits : 監督ハリー・エドワーズ、1920年 - 出演
- What Could Be Sweeter : 1920年 - 監督・出演
- Spring : 監督チャーリー・チェイス、1920年 - 出演
- Beating Cheaters : 監督チャーリー・チェイス、1920年 - 出演
- A Model Husband : 監督チャーリー・チェイス、1920年 - 出演
- Vacation Time : 監督チャーリー・チェイス、1920年 - 出演
- Never Again : 監督チャーリー・チェイス、1920年 - 出演
- Kids Is Kids : 監督チャーリー・チェイス、1920年 - 出演
- Spirits : 監督不明、脚本ロバート・A・マッゴーワン、1920年 - 出演

- Am I Dreaming? : 1920年 - 監督・出演
- 『似た者夫婦』 Twin Beds : 監督ロイド・イングレアム、1920年 - 出演Signor Monti役
- The Girl in the Taxi : 監督ロイド・イングレアム、1921年 - プロデューサー・出演Bertie Stewart役
- 『女難の相』 My Lady Friends : 監督ロイド・イングレアム、1921年 - プロデューサー兼プレゼンター・主演ジェームズ・スミス役
- Marry the Poor Girl : 監督ロイド・イングレアム、1921年 - プロデューサー・出演Jack Tanner役
- Their First Vacation : 監督マルコム・セント・クレア、1922年 - 原作・出演
- Twin Husbands : 監督マルコム・セント・クレア、1922年 - 出演
- Entertaining the Boss : 監督マルコム・セント・クレア、1922年 - 原作・出演
- Keep 'Em Home : 監督マルコム・セント・クレア、1922年 - 原作・出演
- Christmas : 監督マルコム・セント・クレア、1923年 - 原作・出演Jimmie Carter役
- A Waggin' Tale : 1923年 - 監督・出演
- A Ring for Dad : 監督不明、1923年 - 出演
- Say It with Diamonds : 1923年 - 監督・出演
- Private - Keep Off : 1923年 - 監督・出演
- Borrowed Trouble : 1923年 - 監督・出演
- Rice and Old Shoes : 1923年 - 監督・原作・監修・出演
- Girl from the West : 監督ウォレス・マクドナルド、1923年 - 原作
- The Panic's On : 1923年 - 監督・出演
- The Thoroughbred : 監督オスカー・アプフェル、1925年 - 出演Archie de Rennsaler役
- Character Studies : 1927年 - 出演（本人役）
- Paper Hanging with Johnny Arthur : 1930年 - 監督
- 『モダン・タイムス』 Modern Times : 監督チャールズ・チャップリン、1936年 - 助監督
- 『チャップリンの独裁者』 The Great Dictator : 監督チャールズ・チャップリン、1940年 - アソシエイトプロデューサー（ノンクレジット）・出演Bacterian Ambassador役
- In Society : 監督ジーン・ヤーブロー、1944年 - スクリプト監修
- 『愛しのサンディエゴ』 San Diego I Love You : 監督レジナルド・ル・ボーグ、1944年 - 台詞演出
- Honeymoon Ahead : 監督レジナルド・ル・ボルグ、1945年 - 台詞演出
- I'll Tell the World : 監督レスリー・グッドウィン、1945年 - 台詞演出
- Adventures in Silverado : 監督フィル・カールソン、1948年 - 助監督
- 『レディース・オブ・ザ・コーラス』 Ladies of the Chorus : 監督フィル・カールソン、1948年 - 助監督
- Assignment: Paris : 監督ロバート・パリッシュ、1952年 - 助監督

- 『エド・サリヴァン・ショー』 Toast of the Town - Episode #9.28 : 1956年 - 出演（本人役）
- 『アパッチ保安官』 Law of the Plainsman (The Westerners) - The Innocents : 監督テッド・ポスト、1959年 - 出演Charlie Banner役
- Johnny Ringo (The Westerners) 
  - The Posse : 監督ジョン・イングリシュ、1959年 - 出演General Hickey役
  - The Killing Bug : 監督トム・グリース、1960年 - 出演Old Man役
  - Single Debt : 監督アーサー・ヒルトン、1960年 - 出演Luke役
  - The Stranger : 監督ディック・モーダー、1960年 - 出演Luke役
- 『うちのママは世界一』 The Donna Reed Show - It Only Hurts When I Laugh : 監督ジェフリー・ヘイデン、1960年 - 出演Fred Miller役
- Lock-Up - End of a Titan : 監督レスリー・グッドウィン、1961年 - 出演Harry Frisbee役
- 『悪名高き女』 The Notorious Landlady : 監督リチャード・クワイン、1962年 - 出演Old Man役・ノンクレジット
- 『喜劇の大将』 30 Years of Fun : 製作・脚本ロバート・ヤングソン  / バーナード・グリーン、1963年 - アーカイヴ・フッテージ出演
- 『グリンドル』 Grindl  - Grindl, Part-Time Wife : 監督チャールズ・バートン、1964年 - 出演Dr. Renfrew役
- 『奥さまは魔女』 Bewitched - Eye of the Beholder : 監督ウィリアム・アッシャ、1965年 - 出演Henry役

## 関連事項
- ウッドランド・ヒルズ (ロサンゼルス市) （en:Woodland Hills, Los Angeles, California）
- フローラ・パーカー・デヘイヴン （en:Flora Parker DeHaven）
- グロリア・デ・ヘイヴン （en:Gloria DeHaven）
- ネスター・スタジオ （en:Nestor Studios）
- ヴィクター・スタジオ （en:Victor Studios）
- ファースト・ナショナル（en:First National）
- フィルム・ブッキング・オフィス・オヴ・アメリカ （en:Film Booking Offices of America）
- en:Forest Lawn Memorial Park, Glendale

## 註
1. 1 2 3 4 5 6 7 8 9 10 11 12 13  Carter DeHaven, Internet Movie Database （英語）, 2010年4月16日閲覧。
2. ↑  Rose De Haven - IMDb（英語）
3. ↑  チャップリンの独裁者、キネマ旬報映画データベース、2010年4月16日閲覧。
4. ↑  Carter DeHaven, Find A Grave （英語）, 2010年4月16日閲覧。